# Cyclo(18)carbon
1,3,5,7,9,11,13,15,17-Cyclooctadecanonain oder Cyclo[18]carbon ist eine allotrope Modifikation des Kohlenstoffs mit der Summenformel C18. Das Molekül ist eine homocyclische  Verbindung, die Kohlenstoffatome sind abwechselnd durch Einfach- und Dreifachbindungen miteinander verknüpft. Es gehört daher zu den Polyinen und den Cyclocarbonen und wurde als erstes Cyclocarbon überhaupt 2019 bei Temperaturen knapp über dem absoluten Nullpunkt isoliert.

## Entdeckung
1989 wurde die Existenz von Cyclo[18]carbon in der Gasphase zum ersten Mal nachgewiesen. Es wurde vorausgesagt, dass Cyclo[18]carbon das kleinste stabile Cyclocarbon ist und es wurde eine Ringspannung von 72 kcal/mol berechnet. Über die Struktur von Cyclo[18]carbon gab es lange Zeit verschiedene Ansichten. Je nach Art der Berechnung wurde entweder eine Struktur mit kumulierten Doppelbindungen (Kumulen) oder eine mit konjugierten Einfach- und Dreifachbindungen (Polyin) als stabiler angesehen. In jedem Fall sind alle Atome sp-hybridisiert.
2019 meldeten Forscher der IBM und der University of Oxford, dass sie den Stoff auf einer festen Phase isolieren und die Molekülstruktur charakterisieren konnten.
Die Synthese gelang durch elektrochemische Abspaltung von sechs Kohlenmonoxid-Molekülen aus einem Molekül der Summenformel C24O6 bei −268 °C:
Durch die Strukturaufklärung konnte eindeutig bewiesen werden, dass Cyclo[18]carbon konjugierte Einfach- und Dreifachbindungen besitzt und nicht, wie früher vermutet wurde, ausschließlich kumulierte C=C-Doppelbindungen.

## Eigenschaften
Die Verbindung ist sehr reaktiv. Erste Untersuchungen lassen vermuten, dass sie Halbleitereigenschaften besitzt. Daneben wird angenommen, dass sie nicht-lineare optische Effekte zeigt.

## Ausblick
Die Forscher erhoffen sich, durch die Reaktivität der Verbindung weitere Kohlenstoffallotrope, insbesondere Fullerene, oder andere kohlenstoffreiche Verbindungen herstellen zu können. Außerdem wird die Synthese als Schritt auf dem Weg zur Herstellung von Transistoren im Bereich der Molekularelektronik gesehen.